# 캐논볼 2
《캐논볼 2》(Cannonball Run II)는 미국, 홍콩에서 제작된 할 니드햄 감독의 1984년 액션, 코미디 영화이다. 원작 영화 《캐논볼》의 후속작이다. 버트 레이놀즈 등이 주연으로 출연하였고 앨버트 S. 루디 등이 제작에 참여하였다.

## 출연

### 주연
- 버트 레이놀즈
- 돔 드루이즈
- 딘 마틴
- 새미 데이비스 주니어
- 제이미 파
- 마릴루 헨너
- 텔리 사바라스
- 셜리 맥클레인

### 조연
- 수잔 앤튼
- 캐서린 바크
- 포스터 브룩스
- 시드 캐서
- 성룡
- 팀 콘웨이
- 토니 댄자
- 잭 얼람
- 마이클 가조
- 리차드 키엘
- 돈 노츠
- 짐 나보스
- 루이스 나이
- 몰리 픽콘
- 찰스 넬슨 레일리
- 알렉스 로코
- 헨리 실바
- 프랭크 시나트라
- 조 세이스만
- 멜 틸리스
- 아베 비고다

## 기타
- 원조: 브락 예이츠
- 배역: 마이크 펜튼
- 배역: 제인 페인버그